# 圣塞尔南 (洛特-加龙省)
圣塞尔南（法語：Saint-Sernin，法語發音：[sɛ̃ sɛʁnɛ̃] ⓘ）是法国洛特-加龙省的一个市镇，属于马尔芒德区。

## 地理
圣塞尔南（44°42'40"N, 0°14'19"E）面积21.07 平方千米，位于法国新阿基坦大区洛特-加龍省，该省份为法国西南部内陆省份，北起多爾多涅省，西接吉倫特省和朗德省，南至热尔省，东临塔恩-加龙省和洛特省。
与圣塞尔南接壤的市镇（或旧市镇、城区）包括：里奥科、迪拉斯、帕尔达扬、圣阿斯捷、圣让德迪拉斯、萨维尼亚克-德迪拉斯、迪拉斯新城。

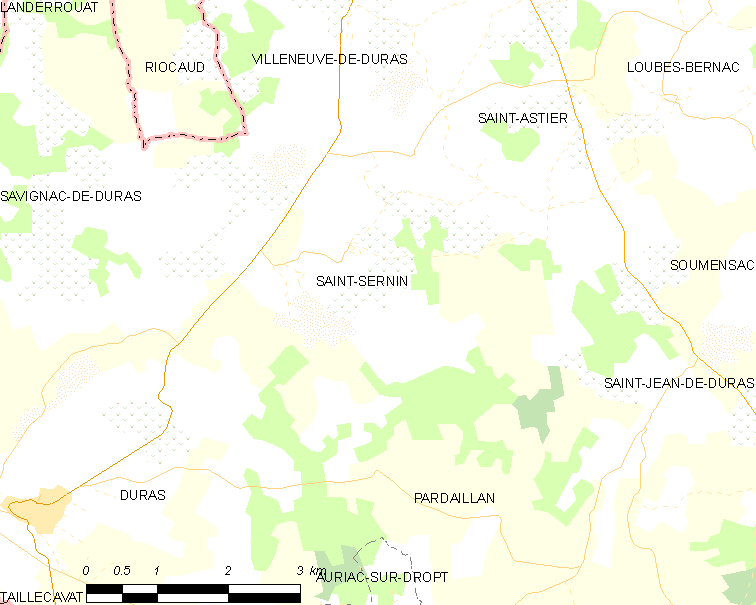
的OSM定位图

圣塞尔南的时区为UTC+01:00、UTC+02:00（夏令时）。

## 行政
圣塞尔南的邮政编码为47120，INSEE市镇编码为47278。

## 政治
圣塞尔南所属的省级选区为吉耶讷山丘县。

## 人口

1962-2008年间人口变化图示

圣塞尔南于2022年1月1日时的人口数量为483人。